# Mais irlandeses que os irlandeses
«Mais irlandeses que os mesmos irlandeses» (em irlandês: «Níos Gaelaí ná na Gaeil iad féin»; em latim: «Hibernis ipsis Hiberniores») era uma frase usada na Idade Média irlandesa para descrever o fenômeno pelo qual os forasteiros que chegaram a Irlanda junto às forças invasoras de 1169, tenderam a incluir na cultura e a sociedade irlandesa, adotando a língua irlandesa, sua cultura, a música irlandesa, as vestimentas e a completa identificação com todo o típico dos nativos da ilha de Irlanda.
Estas forças, que eram o exército cambro-normando, estavam associadas com o senhor Ricardo de Clare (Strongbow), em qualidade de comandante e, o senhor terratenente Hugo de Lacy, junto a Gilbert de Ângulo, um de seus cavaleiros. A primeira família que assim foi reconhecida foi a de Ângulo, conhecido como Mac Coisdeala (Gilbert filho de Jocelyn) o nome que se lhe deu a seus descendentes em Connacht. Se anglicizou como MacCostello, o qual com o tempo chegou a ser Costello. Enquanto este fenômeno estava associado com os primeiros invasores, particularmente com os colonos ingleses e normandos posteriores ao século XII, que chegaram a ser conhecidos como os "velhos ingleses", não é tão com frequência associado com as posteriores chegadas do século XVII em adiante.
Ainda se segue usando a frase comumente, no entanto, tanto nos meios de comunicação como coloquialmente, em referência à imigração e assimilação na ilha e em algum grau sobre a diáspora irlandesa (por exemplo em The Irish Times, Jim Walsh, Dr. Liam Twomey TD, ou o Irish Emigrant) ou em conversas discutindo a relação entre herança cultural da diáspora e dos irlandeses em Irlanda. Enquanto ainda se usa com seu significado original, o uso contemporâneo da frase com frequência se interpreta com uma assimilação aberta ou no caso da diáspora, com a manutenção da herança irlandesa. Levaram-se a cabo debates sobre os Oireachtas que demonstram a era e a faixa de seus aplicativos contemporâneos.

## Veja-se também
- A Paliçada
- Inglês velho